# Bartošovice v Orlických horách
 Bartošovice v Orlických horách – wieś przygraniczna w  Czechach, w kraju kralovohradeckim.
Duża, górska wioska, położona na południowy zachód od Długopola-Zdroju nad prawym brzegiem Dzikiej Orlicy w Dolinie Dzikiej Orlicy w południowo-wschodniej części Gór Orlickich czes. Orlicke hory na wysokości od 590 do 720 m n.p.m. przy granicy z Polską – znany zimowy rejon rekreacyjny.
Jest to długa rozciągnięta wieś łańcuchowa charakteryzująca się wąską i luźną zabudową budynków, położonych po obu stronach drogi. W dolnej części wsi zabudowa jest skupiona. We wsi zachowało się kilka obiektów budownictwa sudeckiego z XIX wieku, kościół barokowy z pierwszej połowy XVIII wieku.

## Turystyka
- Przez wieś prowadzi  oznakowana trasa rowerowa.
- Wieś ma typowy charakter letniskowo-wypoczynkowy, znajdują się tu wyciągi, narciarskie trasy zjazdowe, trasy rowerowe kilka pensjonatów oraz narciarskie trasy biegowe.
- Niedaleko od wsi w kierunku południowym znajduje się chronione torfowisko Rezerwat Przyrody Pod Przednim Wierzchołkiem czes. Rašeliniště pod Prednim vrchem z wieloma gatunkami cennych roślin.